# Carcinonemertes epialti
Carcinonemertes epialti är en djurart som tillhör fylumet slemmaskar, och som beskrevs av Ernest F. Coe 1902. Carcinonemertes epialti ingår i släktet Carcinonemertes och familjen Carcinonemertidae. Inga underarter finns listade i Catalogue of Life.